# Cabezabellosa
Cabezabellosa est une commune de la province de Cáceres dans la communauté autonome d'Estrémadure en Espagne.

## Sports
L'ascension du puerto de Cabezabellosa (938 m), classée en 2e catégorie, est au programme de la 4e étape du Vuelta 2024. Sylvain Moniquet le franchit en tête dans un groupe d'échappés.